# Papillocepheus areolatus
Papillocepheus areolatus är en kvalsterart som beskrevs av Sandór Mahunka 1987. Papillocepheus areolatus ingår i släktet Papillocepheus och familjen Tetracondylidae. Inga underarter finns listade i Catalogue of Life.